# Лоарска низина
Лоарската низина (на френски: Plaine de la Loire) е обширна низина в западната и централна част на Франция, простираща се около средното и долно течение на река Лоара. На североизток низината постепенно се повишава и преминава в хълмистия Парижки басейн. На северозапад граничи с Армориканските възвишения, на югоизток – с Централния Френски масив, на юг – с Гаронската низина, на запад се мие от водите на Бискайския залив, като образува многочислени заливи (Киброн, Бурньоф, Бретон и др.). Средната ѝ надморска височина е около 100 m. Изградена е предимно от мезозойски варовици и пясъчници, често препокрити с пясъчно-глинест пласт, а на изток и юг – от алувиални пясъци. В релефа на места се наблюдават отделни куестови ридове и ерозионни хълмове (Гатин и др.). На североизток (в района на град Орлеан) е разположено плоското понижение Солон с голямо количество езера. Климатът е умерен, морски. Средна януарска температура 2 – 6°С, средна юлска 18 – 20°С, годишна сума на валежите 600 – 700 mm. Цялата низина е заета от гъста речна мрежа от река Лоара и нейните многобройни притоци. Основните почви са горските и оподзолените. В отделни участъци се е запазила естествена растителност представена от дъбови и борови гори. Има обширни пасища и ливади. Голяма част от площта ѝ е заета от земеделски земи с изградени милиоративни системи. Развито животновъдство. Най-големите населени места са Орлеан, Тур, Анже, Нант.